# 하남초등학교 (광주)
하남초등학교는 대한민국 광주광역시 광산구 하남동에 있는 초등학교이다. 원래는 광산구 고봉로 136 (하남동 395)에 있었으며, 인근 하남2지구 택지개발로 2009년 현재의 위치로 이전하였다.

## 학교 연혁
- 1932년 12월 17일 설립인가
- 1933년 5월 18일 하남공립보통학교(4년제 2학급) 개교
- 1938년 4월 1일 하남공립심상소학교(6년제)로 개칭[3]
- 1941년 4월 1일 하남공립국민학교로 개칭[4]
- 1950년 4월 1일 하남국민학교로 명칭 변경[5]
- 1956년 6월 19일 서산분교장 설립인가
- 1981년 3월 16일 병설유치원 개원
- 1988년 1월 1일 광주직할시로 편입[6]
- 1990년 3월 2일 하남중앙국민학교 분리(24명)
- 1994년 3월 1일 하북분교장[7] 편입
- 1995년 3월 1일 하북분교장 통폐합
- 1996년 3월 1일 하남초등학교로 개칭[8]
- 2009년 3월 3일 하남초등학교 통합·이설 개교[9][10]
- 2009년 6월 24일 하남 역사관 개관식
- 2020년 1월 3일 제84회 졸업장 수여식(127명, 총 6,348명 졸업)
- 2021년 1월 15일 제85회 졸업장 수여식(125명, 총6,473명 졸업)
- 2022년 1월 5일 제86회 졸업(147명, 총 6,620명 졸업)
- 2023년 1월 4일 제87회 졸업(114명, 총 6,734명 졸업)
- 2024년 1월 8일 제88회 졸업(139명, 총 6,873명 졸업)
- 2024년 3월 1일 제40대 최정훈 교장 부임

## 학교 상징
- 교목 - 소나무 : 성실
- 교화 - 동백 : 용기
- 교색 - 녹색 : 평화

## 이전 이후
이전 이후, 옛 하남초등학교 자리에는 2010년 돈보스코학교 보관됨 2021-01-12 - 웨이백 머신가 개교하였다.

## 통학 구역
- 광산구 하남동 안청1통~3통, 진곡4통, 오선5통, 장덕6통, 오선7통, 8통~9통(부영3차), 흑석10통~11통, 하남12통~13통,  장수14통~15통, 산정16통, 19통, 20통~21통(다사로움1단지), 31통(다사로움3단지), 32통, 36통(다사로움1단지), 37통~38통(산정빛여울채), 39통~40통(하남3지구모아엘가더퍼스트)
- 하남·산정초 공동통학구역: 17통~18통(다사로움2단지)

## 참고 자료
- 광주하남초등학교 - 한국교육학술정보원 학교알리미